# Kevin McDonald (Fußballspieler, 1988)
Kevin David McDonald (* 4. November 1988 in Carnoustie) ist ein schottischer Fußballspieler, der zuletzt bei Dundee United unter Vertrag stand. Im Jahr 2018 absolvierte er 5 A-Länderspiele für Schottland.

## Karriere

### Verein
Kevin McDonald wurde 1988 in Carnoustie, einer Kleinstadt an der schottischen Ostküste geboren. Im Jahr 2005 wechselte McDonald in die U-17-Mannschaft des FC Dundee. Für den Verein spielte er ab 2005 drei Jahre in der Profimannschaft die in der zweiten Liga antrat. Im Juni 2008 wechselte der 19-jährige McDonald für eine halbe Million Pfund Ablöse zum englischen Zweitligisten FC Burnley. In der ersten Spielzeit stieg er mit Burnley durch Siege in den Play-off-Spielen gegen den FC Reading und Sheffield United in die Premier League auf. Nachdem er in der Erstligasaison 2009/10 noch regelmäßig zum Einsatz gekommen war, blieb er in der darauf folgenden Saison ohne Ligaeinsatz. Von Oktober 2010 bis Januar 2011 war er an den Zweitligisten Scunthorpe United verliehen. Ab Februar 2011 war er Leihweise für den Drittligisten Notts County aktiv. Ab August 2011 stand er danach bei Sheffield United unter Vertrag, nachdem sein Vertrag in Burnley nicht verlängert wurde. Innerhalb der dritten Liga wechselte er 2013 zu den Wolverhampton Wanderers mit dem ihm 2014 der Aufstieg in die 2. Liga gelang. Mit der nächsten Station FC Fulham stieg McDonald abermals auf. 2018 gelang der zweite Aufstieg in die Premier League. In den folgenden drei Jahren ging es jeweils runter und rauf zwischen erster und zweiter Liga, wobei er in seiner letzten Premier-League-Saison 2020/21 aufgrund einer Nierenerkrankung nicht mehr zum Einsatz kam. Im Juli 2021 verkündete er, dass er sich einer Nierentransplantation unterzogen hatte, wobei sein Bruder Fraser als Spender gedient hatte.

### Nationalmannschaft
Kevin McDonald spielte im Jahr 2006 einmal in der schottischen U-19 gegen Deutschland in Falkirk. Zwischen 2007 und 2010 kam er 14-mal in der U-21 zum Einsatz und erzielte zwei Tore. Am 23. März 2018 gab er sein Debüt in der A-Nationalmannschaft unter Alex McLeish gegen Costa Rica.